# KUGS

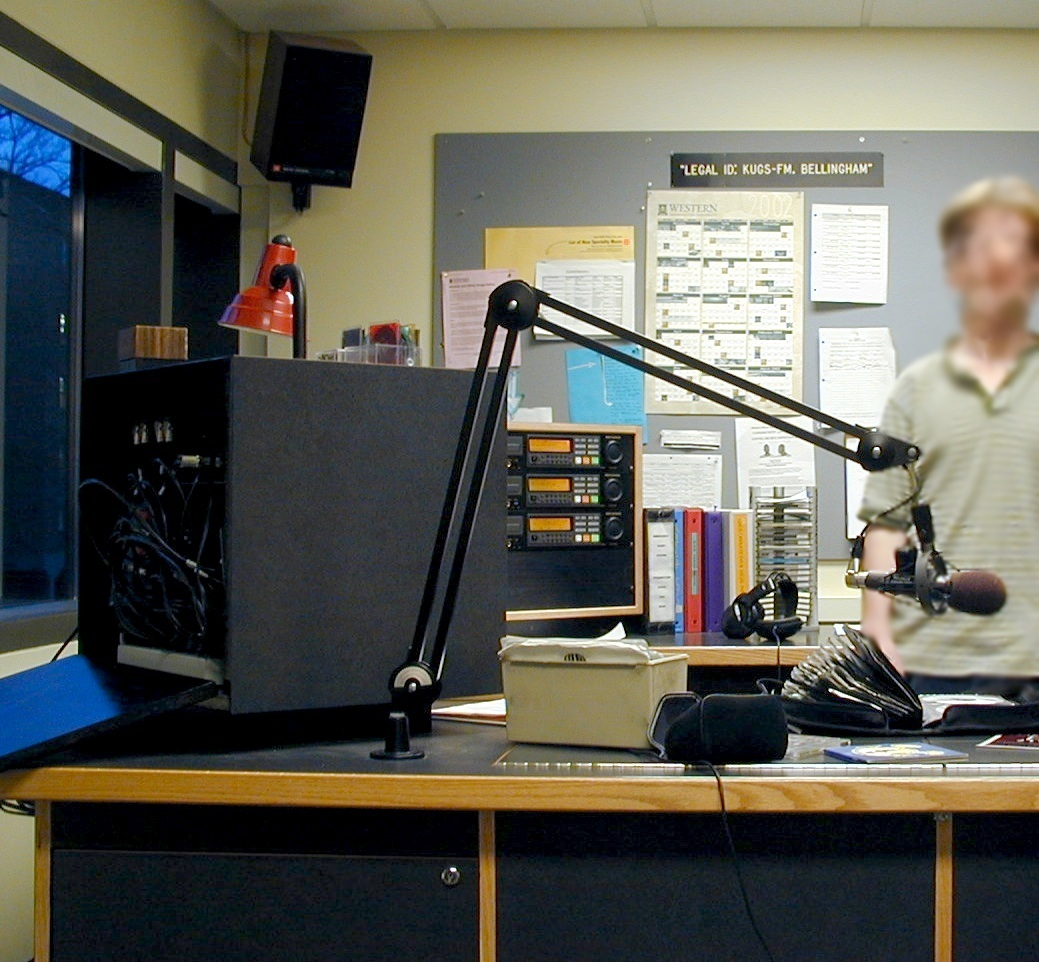
Uvnitř hlavního vysílajícího studia

KUGS (89,3 FM) je vysokoškolská radiostanice v Bellinghamu, v americkém státě Washington. Byla založena v lednu 1974 jako desetiwattová, v roce 1984 byla rozšířena na nynějších 100 wattů. KUGS je nezávislou a plně studentsky ovládanou vysokoškolskou stanicí. V roce 1997 byla druhým americkým rádiem, které vysílalo online. V roce 2002 bylo online vysílání přerušeno a v roce 2006 opět obnoveno, na webových stránkách rádia. V roce 1999 zažádala stanice o povolení na rozšíření na sedmisetwattovou stanici, které ji bylo vydáno na konci roku 2006. Vlastníkem rádia je Western Washington University.